# Puerto de Somosierra
Il puerto de Somosierra è un passo di montagna della Spagna che mette in comunicazione la Comunità di Madrid con la provincia di Segovia in Castiglia e León. È situato nell'estremo nord della comunità di Madrid e nella parte est della provincia di Segovia, tra i comuni di Somosierra e Santo Tomé del Puerto. Ha un'altitudine di 1444 m ed è percorso dalla strada statale A-1, che attraversa il passo per mezzo di un tunnel. La ferrovia Madrid-Burgos attraversa il passo con un tunnel di 3895 metri di lunghezza. Il passo segna il confine tra la Sierra de Somosierra, la parte più orientale della Sierra de Guadarrama, a ovest e la Sierra de Ayllón a est. Il passo fu teatro della celebre battaglia di Somosierra tra l'esercito spagnolo e quello francese nel 1808, durante la Guerra d'indipendenza spagnola.